# Јован Николић (писац)
Јован Николић (Београд, 1955) ромски је писац из Србије, тренутно живи у Немачкој.
Његови родитељи су се селили широм Југославије, пратећи очев рад као музичара, све док се са 12 година није вратио у родни родни град Чачак . Николић се у својим двадесетим годинама вратио у Београд како би радио као извођач у ноћним клубовима и уједно се бавио и слободним новинарством. Николић се преселио у Немачку после НАТО бомбардовања Србије .

## Стваралаштво

### Новеле
- Гост ниоткуда (на српском и ромском језику, 1982)
- Ђурђевдан (1987.)
- Нећу да се родим (1991.)
- Очи покојног јагњета (1993.)
- Тело и околина (1994.)
- Мала ноћна музика (1998.)
- Соба с точком (2004.)
- Бела врана, црно јагње (2003)

### Текстови песама и поезија
Написао је текстове за Радомира Михаиловића званог " Точак " и групе Генерација 5, Забрањено пушење и ромски бенд Ођила. Написао је текст песме Бубамара, који је приказан у филму Црна мачка, бели мачор Емира Кустурице.